# Marko Bubanja
Marko Bubanja (16 de enero de 1996) es un deportista austríaco que compite en judo. En los Juegos Europeos de Minsk 2019 consiguió una medalla de bronce en la prueba de equipo mixto.

## Palmarés internacional
| Juegos Europeos | Juegos Europeos     | Juegos Europeos   | Juegos Europeos |
| Año             | Lugar               | Medalla           | Categoría       |
| --------------- | ------------------- | ----------------- | --------------- |
| 2019            | Minsk (Bielorrusia) | Medalla de bronce | Equipo mixto    |